# MV Agusta 125 Sport
La MV Agusta 125 Sport è una motoleggera prodotta dalla casa motociclistica MV Agusta dal 1975 al 1977: è l'ultima MV Agusta uscita dagli stabilimenti della Meccanica Verghera.

## Storia
Dopo il modello "125 Rapido Sport", prodotto dalla seconda metà degli anni '50, e la "GTLS" del 1970, la Casa di Cascina Costa si cimentò nuovamente nella tipologia delle motoleggere da 125cc con 4 tempi, che negli anni sessanta era stata molto apprezzata dal pubblico, presentando la "125 Sport", sia nella versione naked, sia nella più costosa versione carenata.
Assai gradita dal pubblico fu l'estetica, ispirata alle moto da competizione con codino all'insù molto, che ricorda le gloriose moto MV cavalcate dal leggendario Giacomo Agostini.

## Tecnica

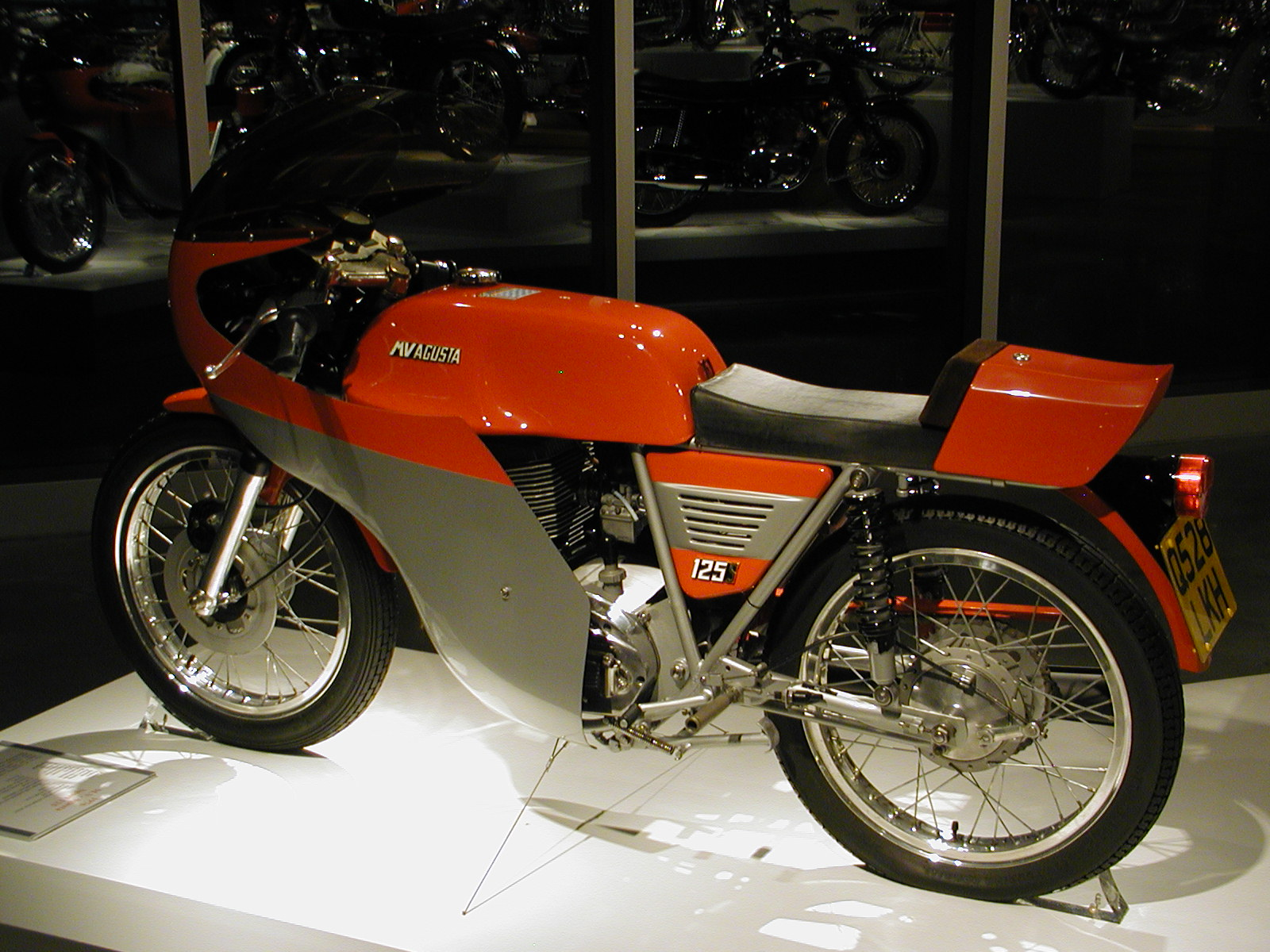
La Mv Agusta 125 Sport del 1976 in versione carenata

La moto monta l'ormai noto propulsore Centomila, 4 tempi, di 123,4 cm³ con distribuzione ad aste e bilancieri, lievemente rivisto con alcune modifiche estetiche (come ad esempio l'alettatura di forma quadrata).
Era abbinato ad un cambio a 5 marce (soluzione introdotta nel 1966), e ad un carburatore Dell'Orto VHB 22BS; l'accensione era elettronica Dansi.
La potenza dichiarata si ferma a 9 CV a 6600 rpm, con una coppia massima di 1,05 kgm a 7000 rpm, le prestazioni rimangono quindi piuttosto basse (una velocità di punta di 115 km/h per la versione carenata), soprattutto se paragonate a quelle delle contemporanee rivali a 2 tempi (Aspes Yuma, Italjet Buccaneer, Malanca E2C).